# Carpophthoromyia dimidiata
Carpophthoromyia dimidiata är en tvåvingeart som beskrevs av Mario Bezzi 1924. Carpophthoromyia dimidiata ingår i släktet Carpophthoromyia och familjen borrflugor. Inga underarter finns listade.